# Zygmunt Koźmiński

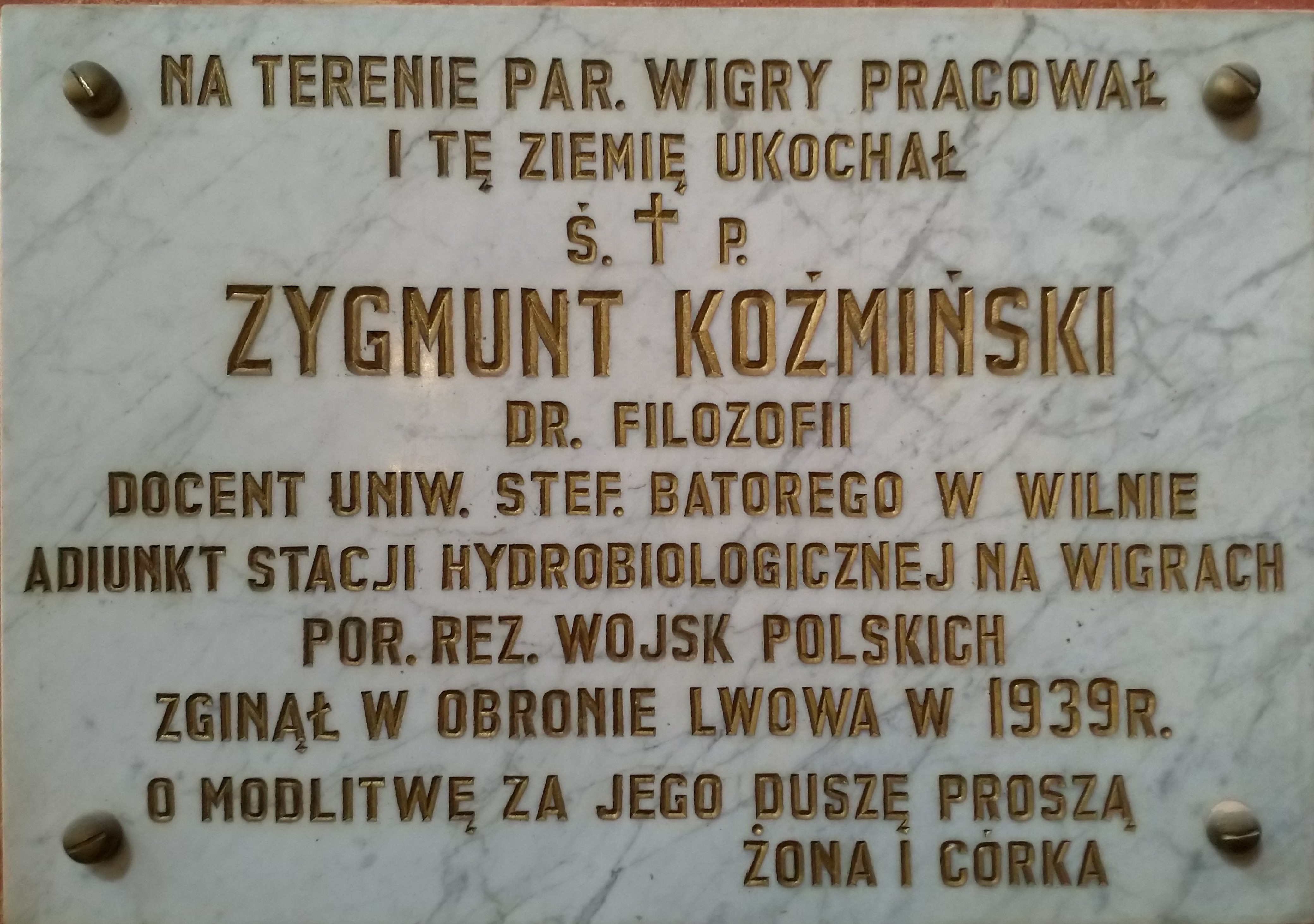
Tablica poświęcona Zygmuntowi Koźmińskiemu w Wigrach

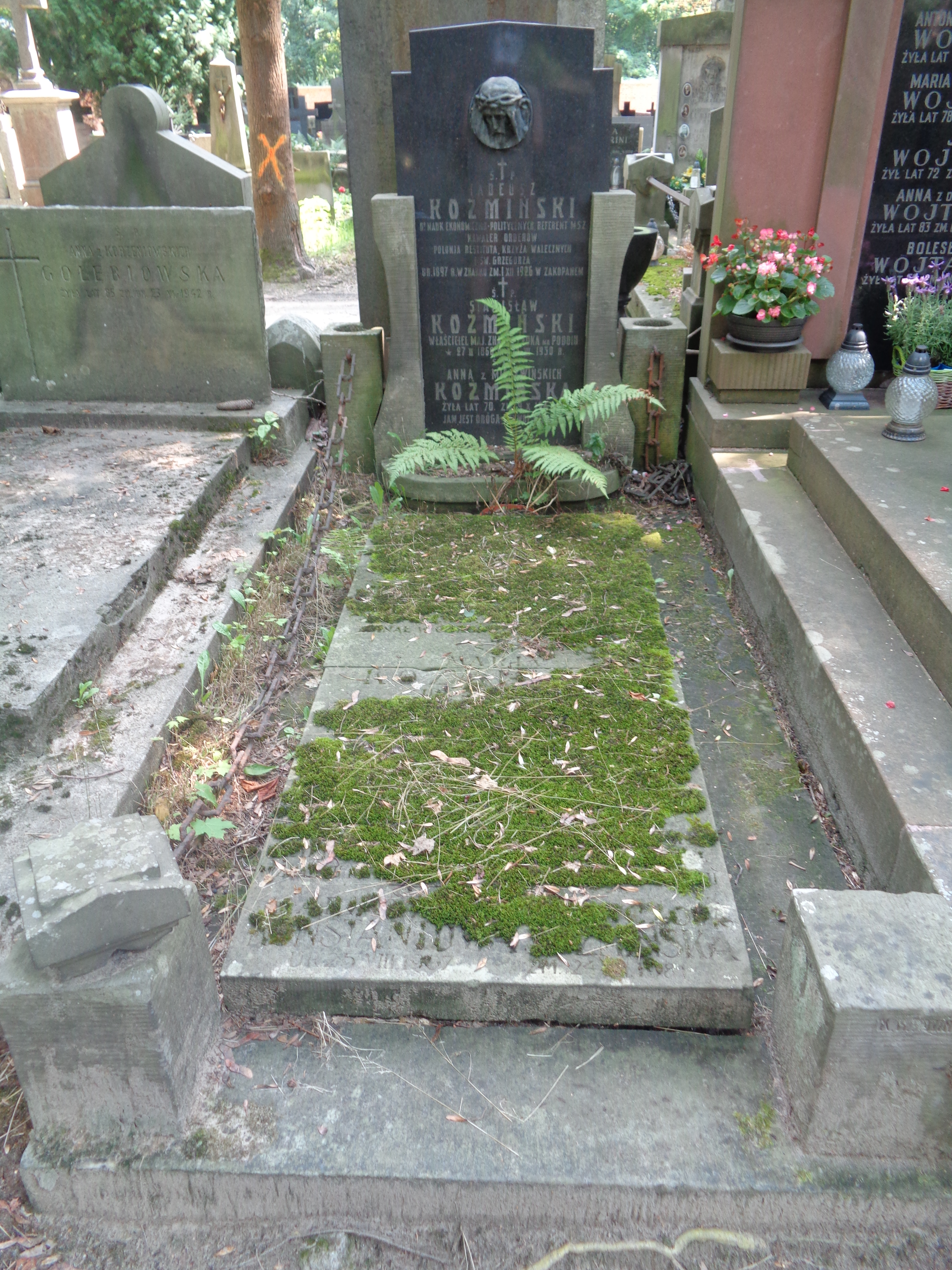
Grób rodzinny Tadeusza i Zygmunta Koźmińskich na Cmentarzu Powązkowskim

Zygmunt Koźmiński (ur. 12 grudnia 1902 w Zharku k. Derażni, zm. 2 października 1939 we Lwowie) – polski hydrobiolog, zoolog.

## Życiorys
Po ukończeniu w 1920 gimnazjum w Warszawie zgłosił się ochotniczo do wojska i uczestniczył w wojnie polsko-bolszewickiej, a po jej zakończeniu rozpoczął studia na Uniwersytecie Warszawskim pod kierunkiem prof. Konstantego Janickiego. Po ukończeniu nauki i obronie magisterium pozostał na uczelni i został asystentem prof. Janickiego, w 1927 przedstawił na macierzystej uczelni rozprawę pt. „Über die Variabilität der Cyclopiden aus der strenuus Gruppe auf Grund von quantitativen Untersuchungen” i na jej postawie uzyskał stopień doktora filozofii w dziedzinie zoologii, a następnie został mianowany na stanowisko starszego asystenta. W 1928 przebywał na stypendium w Stanach Zjednoczonych, gdzie prowadził badania nad zawartością chlorofilu w wodzie jezior północno-wschodniego Wisconsinu w aspekcie produkcji fitoplanktonu. W 1934 i 1935 wykładał na wakacyjnych kursach limnologii, które odbywały się w kierowanej przez prof. Alfreda Lityńskiego Stacji Hydrobiologicznej nad jeziorem Wigry. W 1937 przedstawił na Uniwersytecie Stefana Batorego pracę habilitacyjną, uzyskał wówczas stanowisko docenta hydrobiologa przy kierowanej przez prof. Jana Dembowskiego Katedrze Biologii. W sierpniu 1939 jako porucznik rezerwy został zmobilizowany do wojska i wcielony do 41 Suwalskiego Pułku Piechoty, z którym przeszedł szlak bojowy podczas kampanii wrześniowej. Podczas walk w okolicach Lwowa został 17 września 1939 ranny. Zmarł 2 października 1939 w szpitalu we Lwowie. 
Spoczywa na Cmentarzu Powązkowskim w Warszawie (kw. 198 rząd 2, miejsce 9).

## Praca naukowa
W pierwszym okresie pracy naukowej prowadził badania nad płazami, gadami i owadami prostoskrzydłymi występującymi w Puszczy Białowieskiej. Zajmował się zooplanktonem macedońskiego Jeziora Ochrydzkiego, a także stosunkami tlenowymi wód Pojezierza Suwalskiego, występującymi podczas przedwiośnia zjawiskami termicznymi oraz deficytem tlenowym. Najwięcej uwagi Zygmunt Koźmiński poświęcił skorupiakom widłonogim z rodzaju Cyclops, a przede wszystkim Cyclops strenuus. Przeprowadził taksonomiczne usystematyzowanie materiałów, wykazując zróżnicowanie morfologiczne i ekologiczne; dzięki zastosowaniu własnej metody badań ilościowych oraz porównaniu cech antagonistycznych wyodrębnił nowe gatunki i formy m.in. Cyclops tatricus (1927) i Cyclops bohater (1933). Materiał do badań pochodził z różnych terenów m.in. z położonego w Tatrach Czarnego Stawu pod Rysami oraz Czarnego Stawu Gąsienicowego i Zielonego Stawu Gąsienicowego. Metoda cech antagonistycznych była nowatorska i sprawiła, że Zygmunt Koźmiński zyskał duże uznanie w świecie nauki.
W uznaniu jego bogatej wiedzy Knut Lindberg nazwał opisany w 1942 gatunek oczlika Cyclops kozminskii.

## Dorobek naukowy
- „Über die Variabilität der Cyclopiden aus der strenuus-Gruppe auf Grund von quantitativen Untersuchungen” („Bull. Int. Acad. Pol. Sc. Cl. Math.” 1927, nr suppl. 1);
- „Über die systematische Stellung von Cyclops strenuus aus den Gebirgsseen” („Arch. Hydrobiol. i Rybactwa” 1932);
- „Über die morphologische Gruppierung der Arten des Subgenus Cyclops” („Mémoires Acad. Pol. Sciences Cl. Math. et Nat.” 1934, nr 6);
- Wspomnienie o Kazimierzu Gajlu („Arch. Hydrobiol. i Rybactwa” 1934);
- O pojezierzu płn.-wsch. Wisconsinu w Ameryce Północnej, 1937.